# FK Rotor Volgograd
FK Rotor Volgograd (rusky Футбольный клуб "Ротор-Волгоград"») je ruský fotbalový klub sídlící ve Volgogradu. Je od roku 2016 účastníkem třetí nejvyšší soutěže. Klubové barvy jsou tmavomodrá a světlemodrá.
Klub byl založen roku 1929 pod názvem Traktorostrojitěl Stalingrad, patronát nad ním měl Volgogradský traktorový závod. Současný název nese Rotor od roku 1975. V roce 1938 byl klub zařazen do nejvyšší sovětské soutěže, v níž se udržel do roku 1950, nejlepším umístěním bylo čtvrté místo v roce 1939. Pak hrál ve druhé a třetí nejvyšší soutěži, do první ligy SSSR se vrátil v letech 1989 a 1990, sestoupil, ale vyhrál druhou sovětskou ligu 1991 a získal tak právo startovat v Premier lize. Následovala úspěšná dekáda, na níž měl hlavní zásluhu majitel klubu, poslanec Vladimir Gorjunov. Rotor byl v devadesátých letech jedním z nejlepších mužstev Ruska, stal se vicemistrem v letech 1993 a 1997 a finalistou poháru v roce 1995. Pravidelně nastupoval i v evropských pohárech, v poháru UEFA 1995/96 vyřadil Manchester United FC a hrál ve finále Poháru Intertoto 1996. Klub také v roce 1995 vyhrál mezinárodní turnaj o Pohár thajského krále.
V roce 2004 obsadil Rotor poslední místo v lize. Sestup vedl k finančním těžkostem a ztrátě profesionální licence. Pod hlavičkou Rotoru tak nadále vystupoval rezervní tým, hrající nižší soutěže. V roce 2010 se sloučil s klubem FK Volgograd a získal právo startovat v druhé lize. Sestoupil z ní, v roce 2012 se vrátil, ale následovaly další finanční potíže, ztráta profesionálního statusu a pád do čtvrté nejvyšší soutěže. Poté, co Rotor vyhrál v roce 2015 černozemní skupinu amatérské ligy, vrátil se do třetí nejvyšší soutěže, skupiny Jih.
Pro mistrovství světa ve fotbale 2018 vzniká ve městě stadion Volgograd Arena pro 45 000 diváků, který se po šampionátu má stát sídlem Rotoru.

## Rotor v Evropě
| Ročník               | Soutěž          | Kolo       | Klub                 | Doma | Venku | Celkem | Postup |
| -------------------- | --------------- | ---------- | -------------------- | ---- | ----- | ------ | ------ |
| 1994-95              | Pohár UEFA      | 1. kolo    | Nantes               | 3–2  | 0–3   | 3–5    |        |
| 1995–96              | Pohár UEFA      | 1. kolo    | Manchester United FC | 0–0  | 2–2   | 2–2    |        |
| 1995–96              | Pohár UEFA      | 2. kolo    | Bordeaux             | 1–2  | 0–1   | 1–3    |        |
| Pohár Intertoto 1996 | Pohár Intertoto | Skupina 7  | Ataka-Aura Minsk     |      | 4-0   |        |        |
| Pohár Intertoto 1996 | Pohár Intertoto | Skupina 7  | FK Šachtar Doněck    | 4–1  |       |        |        |
| Pohár Intertoto 1996 | Pohár Intertoto | Skupina 7  | Antalyaspor          |      | 1-2   |        |        |
| Pohár Intertoto 1996 | Pohár Intertoto | Skupina 7  | FC Basel 1893        | 3–2  |       |        |        |
| Pohár Intertoto 1996 | Pohár Intertoto | semifinále | LASK Linz            | 5–0  | 2–2   | 7–2    |        |
| Pohár Intertoto 1996 | Pohár Intertoto | finále     | Guingamp             | 1–2  | 0–1   | 1–3    |        |
| 1997–98              | Pohár UEFA      | předkolo   | Odra Wodzislaw       | 2–0  | 4–3   | 6–3    |        |
| 1997–98              | Pohár UEFA      | 1. kolo    | Örebro SK            | 2–0  | 4–1   | 6–1    |        |
| 1997–98              | Pohár UEFA      | 2. kolo    | SS Lazio             | 0–0  | 0–3   | 0–3    |        |
| 1998–99              | Pohár UEFA      | předkolo   | FK Crvena zvezda     | 1–2  | 1–2   | 2–4    |        |